# Phaonia longifurca
Phaonia longifurca är en tvåvingeart som beskrevs av Xue 1984. Phaonia longifurca ingår i släktet Phaonia och familjen husflugor. Inga underarter finns listade i Catalogue of Life.